# Diaea carangali
Diaea carangali är en spindelart som beskrevs av Alberto Barrion och James A. Litsinger 1995. Diaea carangali ingår i släktet Diaea, och familjen krabbspindlar.
Artens utbredningsområde är Filippinerna. Inga underarter finns listade.